# Asóka
Asóka (dévanágari: अशोक, bráhmi: 𑀅𑀲𑁄𑀓 Asóka =„Gondtalan” felvett név, eredeti neve Pijadaszi =„Kedves tekintetű”[forrás?], (i. e. 304 – i. e. 232) vagy Nagy Asóka az indiai Maurja-dinasztia harmadik császára, unokája Csandragupta Maurjának, aki Nagy Sándor hadjáratát követően meghódította India túlnyomó részét, majd élete végén szent életet élt.

## Élete
Az első indiai uralkodó, aki a szubkontinens zavaros politikai viszonyait megszüntette, államát egységbe szervezte, és birodalmát a mai Afganisztán nyugati határaitól a Bengáli-öbölig kiterjesztette. Uralkodásának székhelye Magadha (a mai Bihár). Apja (Binduszára) uralkodása alatt mint alkirály a birodalom egyik tartományát igazgatta, de annak halála után véres háborúba keveredett testvéreivel. Kegyetlen, hírhedt diktátorként ismerték, de a kalingai háború (i. e. 265 – i. e. 263 körül, a mai Orisza környékén) véres mészárlásai után, amikor rádöbbent győzelmének iszonyatos következményeire, jelleme gyökeresen megváltozott. Elhatározta, hogy lemond minden további hódító háborúról. 
A buddhizmus lelkes követője és propagátora lett, de egyben a birodalmában vallási toleranciát hirdetett. Hirdette, hogy az egyetlen győzelem, amit érdemes elérni, önmagunk legyőzése. Uralkodása hátralevő részét a nép erkölcsi felemelésére fordította. Kormányzati tisztviselőket, dharma-tisztviselőket jelölt ki, hogy jámborságra, könyörületre, részvétre, mértékletességre oktassák és baráti kapcsolatokra buzdítsák a népet. India-szerte emlékműveket állított Buddha életének eseményei színhelyén; az erőszakmentesség (ahimsza), a tolerancia, a szeretet elvét hirdetve. Szerzeteseket küldött ki a környező országokba is a buddhizmus terjesztésére. Felhagyott a vadászattal és vegetáriánus lett. Kórházakat alapított és korát messze megelőzve állatmenedékhelyeket létesített. Utakat építtetett és fejlesztette az öntözéses gazdálkodást a mezőgazdaságban. Erkölcsi és etikai tanításait számos, ma is meglévő kőbe vésett felirat hirdeti.
India történetében gyakran úgy emlegetik, mint Szamrát Csakravatin Asóka, azaz Asóka, a Császárok Császára.

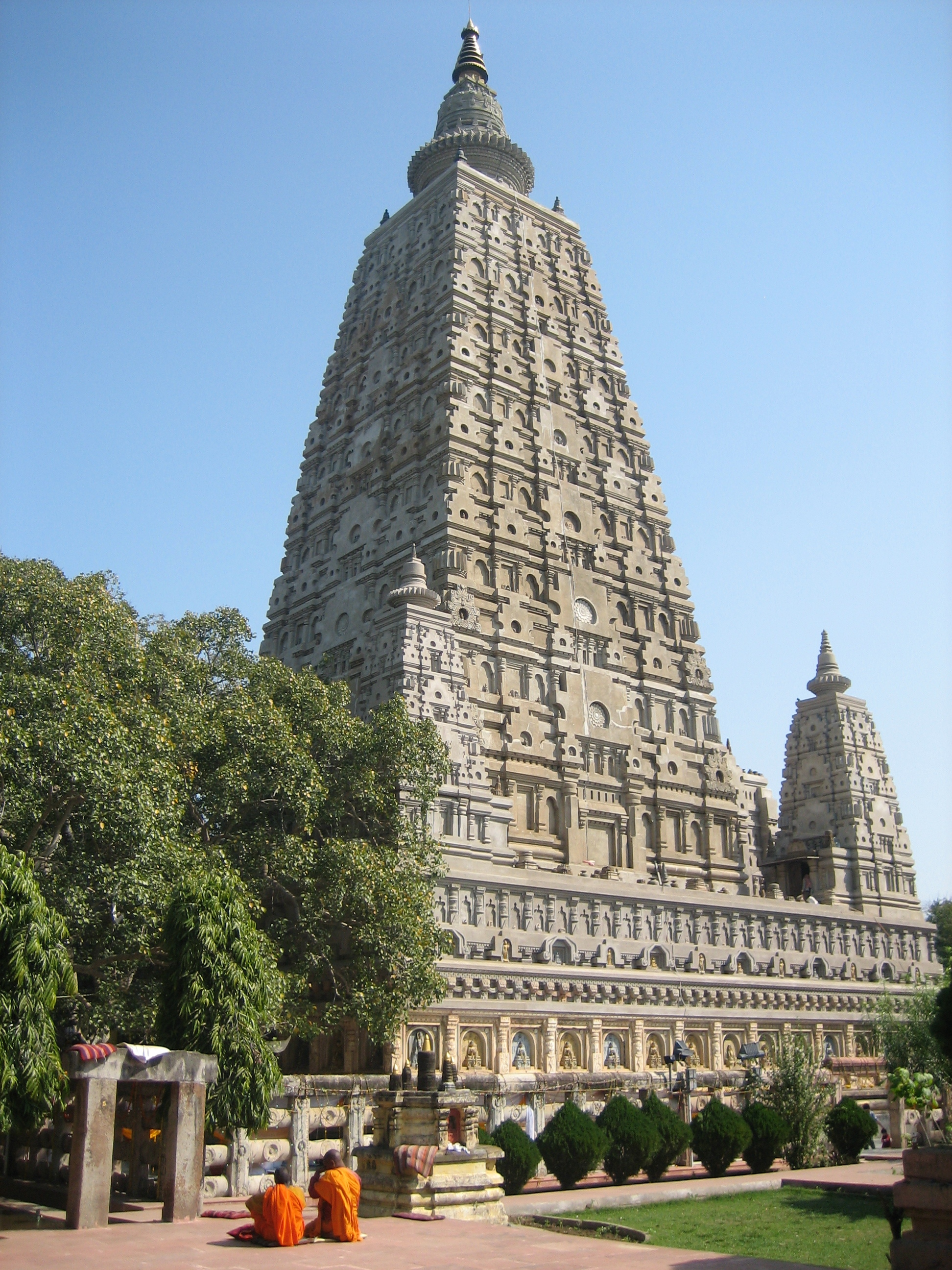
A Mahabódhi templom (Bodh-Gaja, India) az Asóka által alapított korábbi templom helyén emelkedik

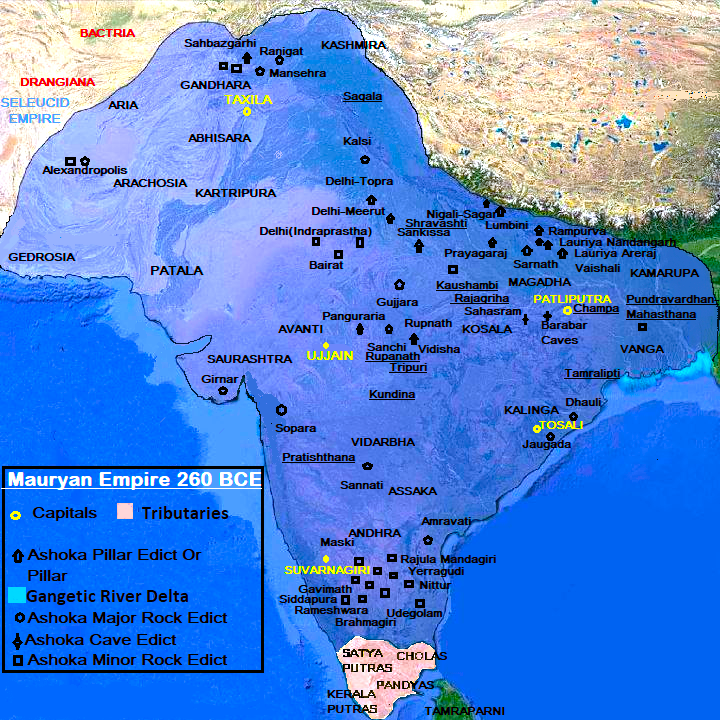
Birodalmának kiterjedése Kr.e. 250 körül